# Orbayando
Orbayando. Revista asturiana d'información fue una revista asturiana de información que se editó en Gijón (España) entre los años 1988 y 1990 de forma bimestral. Se trató del primer intento serio de publicación generalista en asturiano.
En el esbozo del número cero de la revista, que se publicó en septiembre de 1988, se justificó la elección del nombre de la revista diciendo que provenía de la respuesta a los requerimientos hechos a Patricio Adúriz, cronista oficial de Gijón, en memoria de otra revista, de carácter literario, que publicó el grupo Los Ruxidores en los años 1950 y que estaba formado, entre otros, por Luciano Castañón, Tomás Montero y Enrique García Rendueles.
La revista nació con el objetivo de defender los intereses de Asturias, sus valores, sus señas de identidad, la lengua, maneras, tradiciones y la existencia de poder político para Asturias, declarándose independiente de cualquier partido político o grupo socioeconómico de presión. Utilizaba indistintamente el asturiano y el castellano en sus contenidos, que trataban temas de actualidad, cultura, política o sindicalismo. El consejo de dirección estaba formado por Humberto Gonzali, Juan Bonifacio Lorenzo Benavente y Xicu Monteserín. Tuvo cinco número, el último de los cuales fue publicado en mayo de 1990.